# 鳥羽美花
鳥羽 美花（とば みか、1961年 - ）は、日本の染色作家、京都精華大学教授。

## 経歴
愛知県生まれ。清州市在住。1985年京都市立芸術大学美術学部卒業、87年同大学院修士課程修了。染織工芸を専攻。特に日本の伝統的な「型染」の研究と作品制作に励む。在学中日展初入選。
1994年ベトナムを初めて訪問、その風景をモティーフとした制作にとりくむ。2001年にハノイで展覧会を開く。2002年京都市芸術新人賞、2003年都市文化奨励賞受賞。2005年ベトナム政府より文化功労賞、2012年外務大臣表彰。
2005年世界遺産・フエ王宮にて個展、2010年平城遷都1300年記念事業として薬師寺で、ハノイ建都1000年記念事業として文廟およびベトナム国立美術博物館において鳥羽美花展、2014年建仁寺小書院襖絵16面を制作。京都精華大学芸術学部助教授、2007年准教授、教授。

## 作品集
- 『遠い視線―鳥羽美花染色絵画作品集』New York Art 丸善出版事業部 (発売) 2007

## テレビ出演
- 「時のうつろい」を染め上げる～染色画家・鳥羽美花の世界～　NHK　BSプレミアム、2015年2月1日